# Dorothy Donegan
Dorothy Donegan (26. dubna 1922 – 19. května 1998) byla americká jazzová klavíristka a zpěvačka. Vyrůstala v rodném Chicagu a na klavír začala hrát v roce 1928. Studovala na Univerzitě Jižní Kalifornie. V roce 1942 pořídila svou první nahrávku a v roce 1944 vystupovala ve filmu Sensations of 1945. Roku 1943 se stala prvním Afroameričanem, který kdy vystupoval v chicagské koncertní síni Orchestra Hall. Během své kariéry vydala řadu alb. Roku 1994 získala čestný doktorát na Rooseveltově univerzitě. Zemřela o čtyři roky později na rakovinu ve věku 76 let.